# تسخیر مجدد مصر در زمان اردشیر سوم
اردشیر سوم دهمین شاهنشاه هخامنشی بود که از سال ۳۵۸ تا ۳۳۸ پیش از میلاد بمدت ۲۰ سال بر ایران پادشاهی کرد. سلطنت اردشیر سوم، تماماً صرف خوابانیدن شورش‌ها، در ممالک تابعه گردید.

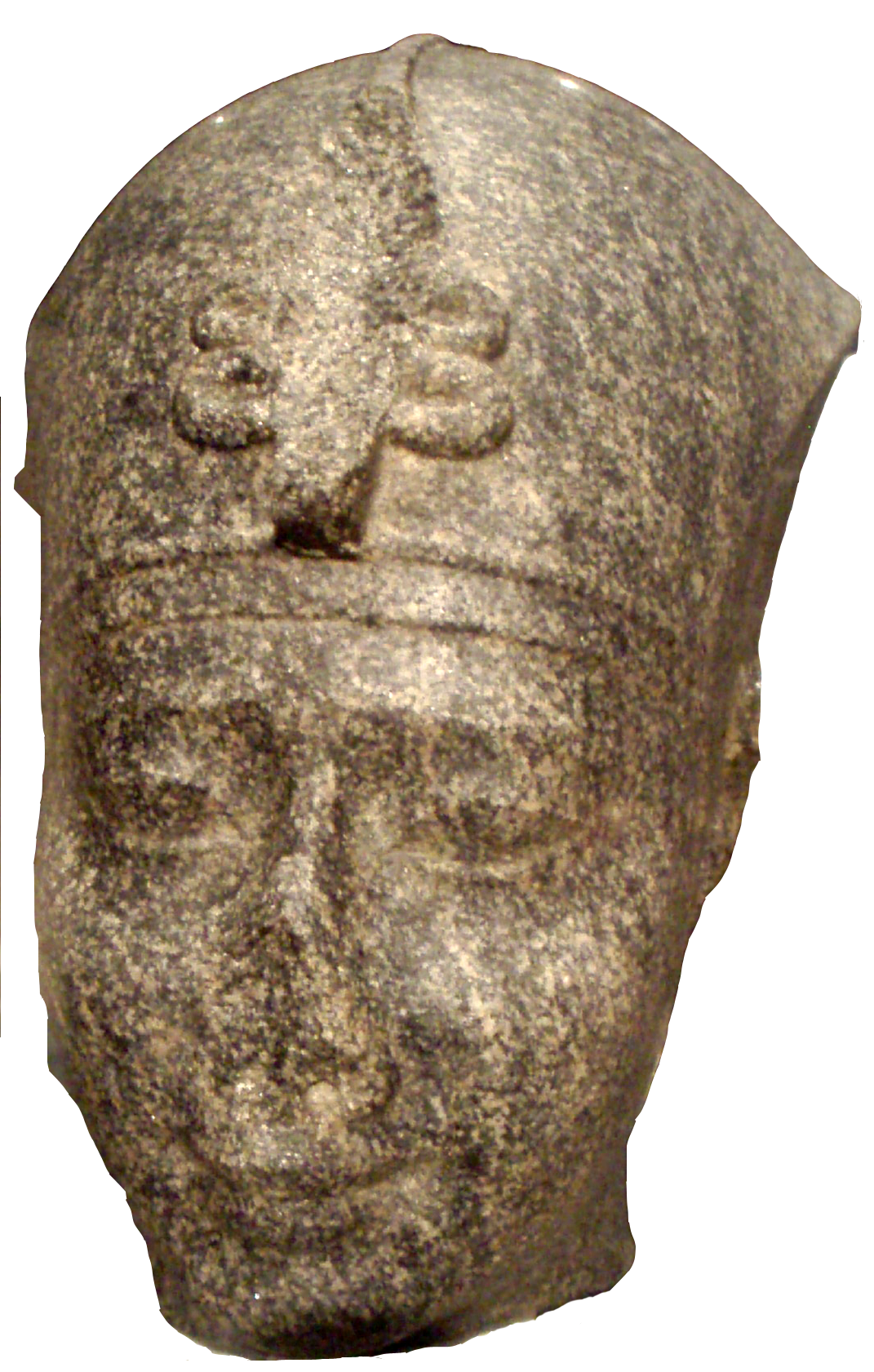
نکتانبوس دوم، فرعون مصر در زمان اردشیر سوم

## پیشینه
مصر که طغیانش همچنان از سال‌ها قبل، ادامه یافته بود، غالباً به طغیان‌های آسیای صغیر (غرب ترکیه) و نواحی مجاور نیز دامن می‌زد و همین نکته سبب شد که شاه برای دفع آن، دست به اقدام جدی بزند. مع‌هذا لازم دید که اول به شهر صیدا (شهری در لبنان امروزی) که متحد مصر بود و فنیقیه را هم به آشوب کشیده بود، توجه کند.
در سال ۳۴۴ پیش از میلاد، اردشیر سوم پس از فرو نشاندن شورش فینیقیه، با سپاه خود و یونانیان اجیر از راه خشکی عزیمت مصر کرد. شاه که بسیار دوستدار بود که مصر را از نو تسخیر کند، رسولانی به شهرهای یونانی فرستاده، شهرهای بزرگ را دلگرمی کرد که در جنگ او با مصر شرکت جویند.
آتنی‌ها و اسپارت‌ها پاسخ دادند که خیلی مایلند، مناسبات دوستانه خود را با شاه نگهداری کنند، ولی نمی‌توانند سپاهی بدهند. تِبی‌ها هزار تن سنگین‌اسحله به سرداری لاکراتس فرستادند. اهالی آرگوس سه هزار تن دادند بی اینکه سرداری برای این عده معین کرده باشند، ولی بعد به درخواست شاه نیکوسترات نامی را سردار این عده کردند. او شخصی بود از مردان عمل و دارای نظری صائب ولی حبه‌ای هم دیوانگی داشت، روشنگری آن که چون قوی‌هیکل و زورمند بود حرکات و رفتار هرکول (پهلوان داستانی یونانی‌ها) را تقلید می‌کرد و به هنگام جنگ پوست شیری را در برکرده، گرزی بدست می‌گرفت. یونانی‌های آسیائی هم مانند تبی‌ها و اهالی آراگس شش هزار تن فرستادند. چنانکه عدهٔ تمام سپاه یونانی به ده هزار تن می‌رسید.
اردشیر سوم به‌طرف مصر راند تا به دریاچه و باتلاق‌های سیربونید رسید و بواسطهٔ نبود شناسائی محل عده‌ای از سپاهیان او در باتلاقها فرورفته، کشته شدند. این دریاچه میان سوریه و مصر واقع و دارای درازای و ژرفای بسیار و پهنا بسیار کمی بود و سواحل آن را بادهای جنوبی از ماسه و ریگ روان میپوشید. چنانکه دریاچه مزبور مانند زمینی به‌نظر می‌آمد و مسافر فریب ظاهر را خورده پا روی ماسه‌ای که در زیرش آب بود می‌گذاشت و می‌دید که هرچند جای پایش بر زمین نقش می‌بندد ولی زمین محکم است بعد که قدری پیش می‌رفت چون دیگر نه راه پس داشت و نه راه پیش، سپس فرورفته هلاک می‌گردید. این باتلاقها را که در آن زمان باراثر می‌نامیدند اکنون خشک گردیده‌اند پس از گذشتن از باتلاقهای یادشده اردشیر سوم به پلوز که نخستین شهر مصر و در نخستین شعبه مصب نیل واقع بود رسید. ایرانی‌ها در چهل استادی (یک فرسنگ و ثلث) پلوز اردو زدند و یونانیها در مجاورت آنها.
از جهت تأنی ایرانی‌ها در تدارکات جنگی مصریها فرصت یافته، تمام شعب نیل و بالخصوص این شعبه را خوب محکم کرده و ساخلوئی به عدهٔ پنجهزار تن سپاهی بحفاظت آن گماشته بودند، چه می‌دانستند که اردشیر از این سو حمله خواهد کرد. سپاهیان تب خواستند زودتر از همه یونانی‌ها از خندقهائی که کم‌عرض ولی بسیار ژرف بود بگذرند تا نشان دهند که از دیگر یونانی‌ها شجاع‌ترند بر اثر این تصمیم ساخلوی مصری از شهر بیرون آمده، در خندق‌ها با تبی‌ها سرگرم کارزار شد و چون هر دو سوی با نهایت ابرام می‌جنگیدند، تمام روز شعلهٔ جنگ مشتعل بود ولی همینکه شب دررسید و دست از جنگ کشیدند.

## تقسیمات اردوی ایران
روز دیگر اردشیر سوم قشون یونانی را به اردو تقسیم کرده، برای هر کدام یک سردار یونانی و یک نایب سردار ایرانی که عقل و شجاعتش آزمون شده بود، معین کرد. اردوی نخست مرکب بود از: اهالی بِاُسی که در تحت فرماندهی لاکراتس تبی و نیابت روزاسس ساتراپ (والی) لیدیه و ولایت ینیان واقع شد. اردوی دوم از اهالی آرگس ترکیب یافت و در تحت فرماندهی نیکوسترات یادشده و معاونت آریستازن ایرانی قرار گرفت. این پارسی سمت دربانی شاه را داشت و پس از باگواس خواجه در نزد شاه بیش از همه مقرب بود (دیودور که رویدادهای این جنگ را نوشته، مقصودش از دربان صاحبمنصبی است که بتوسط او شاه اشخاص را می‌پذیرفته) این اردو پنجهزار تن سپاهی و هشتاد کشتی جنگی تری‌رم داشت. اردوی سوم را من‌تور یونانی که صیدا را بشاه تسلیم کرد، فرمان می‌داد. سپاه او تماماً از یونانی‌هائی ترکیب شده بود که پیش از این هم در تحت امر او خدمت می‌کردند. معاونت او به باگواس خواجه که مردی پرکار و بی باک و مقرب‌ترین کس در نزد شاه بود تفویض شد. سپاه این خواجه از یونانی‌هائی ترکیب یافت که تابع شاه بودند و نیز از سپاهیان غیریونانی و چند کشتی جنگی دیگر قسمت‌های قشون در تحت فرماندهی خود اردشیر بود و تمام عملیات جنگی را خود شاه اداره می‌کرد.

## آمادگی رزمی مصری‌ها

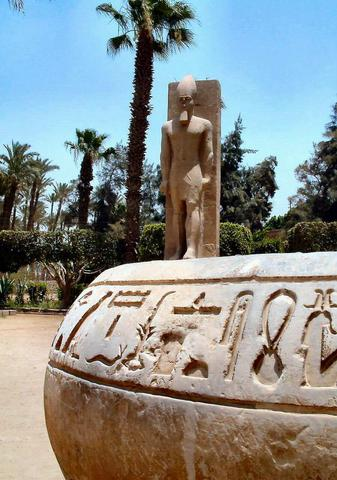
ممفیس پایتخت باستانی مصر

نکتانبوس دوم پادشاه مصر با بودن فزونی قشون ایران و مواقعی که سپاهیان داشتند، نترسید و برای جنگ حاضر شد. قوهٔ او مرکب بود از بیست هزار تن سپاه یونانی و از همان عده سپاهیان لیبیائی و شصت هزار تن مصری از طبقه جنگی‌ها و عده بی‌شمار از کشتی‌ها و کرجیها که برای جنگ در رود نیل تدارک کرده بودند. پادشاه مزبور کناره نیل را از سوی عربستان محکم کرده و به مسافت‌های کم از یکدیگر خندق‌هائی کنده و استحکاماتی ساخته بود. با بودن همهٔ این تهیه‌ها بواسطه بی‌مبالاتیش این جنگ را باخت. جهت شکست او بیشتر از بی‌تجربگی و نیز اشتباهی بود، که برای او دست داد، از جهت فتوحات پیشین خود در برابر ایرانی‌ها تصور می‌کرد، که سردار لایقی است و حال آنکه فتوحات سابقش از شایستگی سرداران یونانی او مانند دیوفانت آتنی و لامیوس اسپارتی بود. در نتیجه این اشتباه، پادشاه مصر فرماندهی را خود به تنهائی بر دوش گرفت و شکست خورد. او ساخلوهای نیرومند در دژهای گذارد و خودش در بالای سی‌هزار سپاهی مصری و پنجهزار یونانی و نصف سپاهیان لیبیائی مواضعی را اشغال کرد که بیش از هر جای دیگر ممکن بود، مورد حمله واقع شود.
چنین بود وضع هر دو سوی، هنگامیکه ایرانی‌ها تاختند. نیکوسترات سردار آرگسی‌ها چند تن مصری را که همسر و کودکان آن‌ها گروی ایرانی‌ها بودند، با خود برداشته و با بحریه خود از یکی از کانال‌های نیل گذشته، به خشکی درآمد و در آنجا سنگری بنا کرد. همینکه سپاهیان اجیر مصر از قضیه آگاه شدند، به تعداد هفت هزار تن، برای جلوگیری از دشمن شتافتند و سردار آن‌ها کلینوس، سپاه خود را برای جنگ بیاراست. قشون ایرانی که بخشگی درآمده بوده، بدفاع پرداخت و بعد جنگی درگرفت، که یونانی‌ها و ایرانی‌ها شجاعت‌های محیرالعقول کردند. برآیند اینکه کلینوس کشته شد و پنجهزار تن از سپاهیان او از دم شمشیر گذشتند. هنگامیکه خبر شکست این قسمت به پادشاه مصر رسید، پریشان گردید و به تصور اینکه دیگر قسمت‌های قشون ایران به آسانی از نیل گذشته به‌طرف ممفیس پایتخت مصر خواهند شتافت، تصمیم کرد بدفاع آن بپردازد و بر اثر این تصمیم با همه قشونی که در تحت امر خود داشت، به شهر مزبور رفت و بتدارکات دفاع پرداخت. در این حال لاکراتِس تبی به‌طرف پلوز رفت، تا آن را محاصره کند و شعبه نیل را برگرداند و پس از آن که زمین این شعبه خشک شد، خاک ریزهائی ساخت و ماشین‌های جنگی بر آن‌ها استوار کرد، تا در دیوارهای قلعه سوراخ‌هائی ایجاد کند، بدین وسیله قسمت بزرگ دیوار شهر ویران شد، ولی ساخلو پلوز از نو دیواری بنا کرد و برجهای چوبین بلندی ساخت. بعد در خاک‌ریزهای خندق‌ها جنگ چند روز بطول انجامید.
در ابتدا یونانی‌هائی، که در پلوز بلندی‌ها را اشغال کرده بودند، سخت جنگیدند (مقصود یونانی‌هائی است که بخدمت مصر اجیر شده بودند). ولی، چون شنیدند که پادشاه مصر به‌طرف ممفیس رفته، از رسیدن کمک دلسرد شده، رسولانی به اردوی ایران برای گفتگو فرستادند. لاکراتس به آن‌ها گفت قول میدهم، که اگر پلوز را تسلیم کنید آزاد باشید و با بار و بنه خود بی‌مانع به یونان برگردید. بر اثر این قرارداد ارگ شهر تسلیم شد و پس از آن اردشیر باگواس خواجه را با عده‌ای از سپاهیان غیر یونانی فرستاد، تا شهر را تصرف کند. در حالی، که سربازان مزبور وارد شهر می‌شدند، به یونانی‌هائی که تسلیم شده بودند و بیرون می‌گشتند، برخورده، اموال آن‌ها را تاراج کردند. یونانی‌ها در خشم شده از خدایان خود، که به نام آنان سوگند یاد می‌کردند. و کمکی استغاثه کردند و لاکراتس، چون از نقض عهد آگاه گردید به باگواس خواجه و سربازان او حمله کرده برخی را کشت و دیگر را بپراکند. باگواس نزد اردشیر رفته شکایت از رفتار لاکراتِس کرد و شاه گفت «جزای سربازانی که نقض عهد کرده‌اند، همین بوده» و فرمود اشخاصی را که مقصر بودند، به قتل رسانند. چنین بود تسلیم شدن پلوز. ولی من‌تور فرماندهٔ اردوی سوم، شهر بوباست و بسیاری از شهرهای دیگر را با حیله جنگی تصرف کرد، او در اردوی خود انتشار داد، که هر گاه شهرهائی خودشان تسلیم شوند، مورد بخشش اردشیر واقع شده پاداش خواهند یافت. والا شاه با آن‌ها همان معامله خواهد کرد، که با صیدا ئی‌ها کرد.

## فرار شاه مصر به حبشه

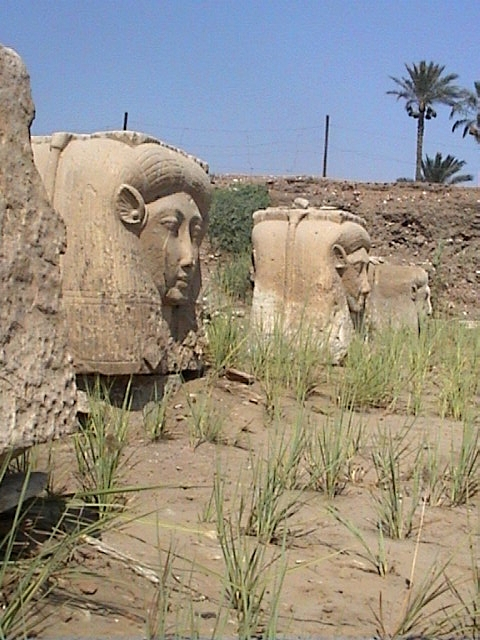
آثار باستانی در ممفیس پایتخت باستانی مصر

من‌تور امر کرد دروازه‌بان‌های اردو از بیرون شدن اشخاص، مانع نشوند و اسرای مصری که در اردوی من‌تور بودند، بیرون شده، در شهرهای مصر پراکنده شدند و خبر مزبور را در میان اهالی منتشر کردند. بر اثر این خبر ستیز میان سربازان اجیر یونانی و سپاهیان ملی مصر درگرفت و هر کدام از هر دو سوی، خواست در تسلیم شدن و گرفتن پاداش بر دیگری پیشی کند. بدین نحو دژهای را تسلیم کردند و بوباست هم به همین نحو بتصرف درآمد. بعد در این جا قضیه‌ای روی داد، منازعه‌ای میان باگواس خواجه و من‌تور در گرفت و جهت آن از اینجا بود، که هر دو در نزدیکی این شهر اردو زده بودند. مصری‌ها بی‌اطلاع یونانی‌ها رسولی نزد باگواس فرستاده اعلام کردند، که اگر امنیت به آن‌ها بدهد، حاضرند شهر را به او تسلیم کنند. یونانی‌ها از این قضیه آگاه شده فرستاده را گرفته با تهدید مجبورش کردند حقیقت را بگوید و پس از آن از جهت این خیانت به مصری‌هاحمله برده، چند تن را کشتند و عده‌ای را زخم زده دیگر را به یکی از محلات شهر تبعید کردند، مصریها این رفتار یونانی‌ها را به باگواس اطلاع داده، خواهش کردند بیاید شهر را تصرف کند. یونانی‌ها هم قضیه را به مِن‌تور اطلاع دادند و او در نهان دستور داد، که به هنگام دخول باگواس خواجه و سربازانش به بوباست به او و همراهانش حمله کنند. بعد چیزی نگذشت، که باگواس با عده‌ای از سپاهیان ایرانی وارد شهر شد و پس از آنکه قسمتی از همراهان او هم وارد شهر گشتند، یونانی‌ها دروازه‌ها را بسته ایرانی‌ها را کشتند و باگواس را دستگیر کردند. در این احوال باگواس چاره نداشت جز اینکه از مِن‌تور کمک بخواهد و وعده کرد، در آتیه اقدامی بی‌مشورت او نکند. پس از آن من‌تور امر کرد باگواس را آزاد کرده شهر را به او تسلیم کنند.
از این ببعد باگواس با من‌تور دوست خودمانی گردید، هر دو عهد و پیمان کردند، که بی‌مشورت یکدیگر کاری نکنند و هر دو بقدری نزد اردشیر مقرب شدند که هیچکدام از اقربا و دوستان او این نزدیکی را نداشتند. پس از تسخیر بوباست دیگر شهرهای مصر از ترس تسلیم شدند. در این احوال نکتانبوس دوم پادشاه مصر در ممفیس بود و چون دید، که نمی‌تواند از پیشرفت‌های اردشیر مانع شود، از سلطنت دست کشیده، به حبشه گریخت و ثروت خود را هم بدانجا برد.

## اقدامات اردشیر بعد از تصرف مصر
اردشیر سوم پس از تسخیر مصر شهرهای عمده آن را ویران و نسبت به معابد هتاکی کرد. سالنامه‌های مصری را ربود و بعد کاهنان را ناچار کرد، به قیمت گزاف این نوشته‌ها را بخرند و غنائم بسیار از زر و نقره بدست آورد. آپیس گاو مقدس مصری‌ها را کشت و امر کرد خری را به جای آن وادارند. فتح مجدد مصر در سال ۳۴۴ پیش از میلاد روی داد. مدت سلطنت اردشیر سوم بر مصر شش سال بود. پس از تسخیر مصر، اردشیر یونانی‌ها را بسیار نواخت و پاداش‌های بزرگ به آن‌ها داده همه را به اوطانشان روانه کرد. در این وقت من‌تور یونانی استاندار و رئیس قشون تمام ایالات ایران در کناره بحرالجزائر شد. این شخص سرداری بود، قابل و مدیر. او خدمات شایان به اردشیر کرد.

## قدرت گرفتن باگواس خواجه و منتور پس از تسخیر مصر
باگواس خواجه که با من‌تور میانه گرمی داشت، بقدری در نزد اردشیر مقرب شد که شاه بی‌مشورت او بکاری نمی‌پرداخت و به راستی امر، این خواجه شاه بود، بی‌آنکه او را شاه خوانند. اردشیر پس از بهره‌مندی‌های خود در مصر فرندات را در مصر به استان برگماشت و خود با ثروت و غنائم بیشمار به بابل برگشت. (۳۴۴ پیش از میلاد).

## شفاعت مِن‌تور از ارته‌باذ
پس از تسخیر مصر مِن‌تور به‌درجه‌ای در پیش شاه مقرب شد که اردشیر سوم او را از محارم خود دانست و پاداش‌های بزرگ به او داد، روشنگری آنکه صد تالان نقره با اثاثیه بسیار و زیبا و گرانبها به او بخشید و استان سواحل آسیا را به وی تفویض کرد و با اختیارات بسیار برای قلع و قمع شورشیان آسیای صغیر فرستاد.
من‌تور برادری داشت بنام مم‌نن، که به معیت ارته‌باذ سرکش با پارسی‌ها جنگیده و بعد فرار کرده، به دربار پادشاه فیلیپ مقدونی رفته بود. مِن‌تور در پیش شاه، میانجیگری از این دو تن کرده، امنیت برای آنان گرفت و آن‌ها را نزد خود طلبید.
اردشیر شش سال بعد در در سال ۳۳۸ پیش از میلاد و در بیستمین سال سلطنتش، توسط باگواس خواجه که حاجب و محرم و وزیر او بود، بر دست یک طبیب فریب خورده، مسموم شد و شاه بر اثر آن درگذشت.